# 日本偉人大賞
日本偉人大賞2007 歴史を変えた超エライ人SP（にほんいじんたいしょう2007 れきしをかえたちょうえらいひとスペシャル）は、フジテレビ系列で2007年4月7日に放送された特別番組（教養バラエティ番組）。

## 放送日
- 2007年4月7日 土曜 19：57～23：10

## 概要
偉人たちの功績や意外な素顔を紹介し、アカデミー大賞のように部門別にノミネート、その中から大賞を決めるというもの。スタジオには特殊メイクを施して偉人にそっくりに似せた人物が集まった。

## 出演者

### 司会
- 伊東四朗
- 滝川クリステル
- ウエンツ瑛士

### スタジオゲスト
- 観月ありさ
- 石原さとみ

### その他
- 西郷隆盛：伊藤雅彦
- 源義経：渡邊巨樹
- 小野小町：野々宮かおり
- 森蘭丸：川久保雄基
- 織田信長：田中卓志（アンガールズ）
- 常盤御前：金子珠美
- 今若：畑中大空
- 乙若：山盛大聖

偉人最強決定戦（ドラゴンボールのパロディ）
- 声の出演：野沢雅子、三宅正治、郷里大輔、伊藤美紀、草尾毅、島田敏

（熱血!平成教育学院のパロディ）
- 司会：ユースケ・サンタマリア
- 助手：高島彩
- 解答者：磯野貴理、劇団ひとり、 久保田磨希、井戸田潤、小沢一敬、山上兄弟、ザ・たっち、大沢あかね他
- ナレーション：平野文

史上最悪の鬼嫁賞（スタジオ及びコーナータイトルはわかってちょーだい!のパロディ）
- 司会：宮迫博之、小島奈津子
- 出演：ジャガー横田、木下博勝、松野明美夫婦

偉人が書いた情熱ラブレター賞
- 司会：佐々木恭子
- 朗読：堤下敦、山中秀樹、長井秀和、森本レオ
- 評定：熊田曜子、光浦靖子、青田典子

（ザ・ベストハウス123のパロディ）
- 司会：田村淳、本上まなみ
- 出演：田村亮、中尾彬、柴田理恵他
- ナレーション：篠原まさのり

（プレッシャークイズ）
- 進行：佐野瑞樹
- 出題者：中尾彬、梅沢富美男
- 解答者：近藤春菜、竹山隆範

劇中ドラマ
「お市の方」
- お市の方：国仲涼子
- 浅井長政：葛山信吾
- 浅井久政：平泉成
- 織田信長：東幹久
- 柴田勝家：螢雪次朗
- 羽柴秀吉：有薗芳記
- 細川ガラシャ：入野佳子
- 茶々：渡辺万也、姫野里泉（2歳時）、梅原真子（5歳時）
- お初：大野風花、及川亜理沙（3歳時）
- おごう：小酒井円葉
- 万福丸：畑中大空

「歴史の闇に消えたミステリー賞」
- 徳川吉宗：飯田基祐
- 徳川継友：藤森周一郎
- 徳川綱條：木元としひろ
- 豊島半之丞：大石昭弘
- 徳川光貞：田畑利治
- 徳川吉通：平中功治
- 徳川五郎太：野間仁雄
- 徳川家継：日下翔平
- 間部詮房：加藤正記
- 土屋政直：結城市朗

## スタッフ
- 企画：熊谷剛（フジテレビ）
- プロデュース：今野貴之（共同テレビ）
- 総合演出：杉本達（ブレード）
- 制作協力：共同テレビ、映像京都
- 制作著作：フジテレビ

### スタジオ部分
- 構成：伊藤正宏、そーたに、川野将一、武田郁之輔、塩沢航、内田ぼちぼち
- ディレクター：内山大輔、川本良樹、稲村健、黒田伸、丸山剛、鈴木優、桃井隆宏、岡本光浩
- リサーチ：八坂英敏、原田幸宏、河野有、大竹将義
- AP：小泉拓郎、佐々木雅子
- AD：尾上有香理、又吉真平、本田裕子、綾田舞、西木正明、三宅康仁、園田直樹
- キャスティング：深野和伸（共同テレビ）
- TP：中市友（共同テレビ）
- TD・SW：菅野恒雄（共同テレビ）
- カメラ：小林知司（共同テレビ）
- VE：群司洋（共同テレビ）
- 音声：太田勝巳（共同テレビ）
- PA：本間清孝（サンフォニックス）
- 照明：小田原敬（FLT）
- VTR編集：岡本広（共同エディット）、飯星岳（IMAGICA）
- MA：渡辺真義（IMAGICA）、川村公子
- 音響効果：山口晃司、北澤寛之
- 美術プロデューサー：木村文洋
- 美術デザイン：棈木陽次（フジテレビ）、きくちまさと
- 美術進行：山下雅紀、横守剛
- 大道具：葛西剛太
- 大道具操作：大原隆
- 装飾：雪入三広
- 衣装：鈴木康之
- メイク：佐藤恭子
- かつら：山倉省三
- アクリル装飾：児玉希生
- 生花装飾：荒川直史
- 電飾：福田隆正
- モニター：大高貢
- LEDモニター：阿部和仁
- 特殊メイク：MAKE-UP DIMENSIONS、江川悦子、神田文裕、村上拓也、須賀寛子

### 劇中ドラマ
- 脚本：半澤律子
- 演出：河野圭太（共同テレビ）
- プロデュース：川上一夫（ベイシス）、西村維樹・岡原伸幸（映像京都）
- アソシエイトプロデューサー：小椋久雄（共同テレビ）
- 監督補：山下智彦
- 助監督：岡哲朗、宇喜田尚
- 殺陣・加藤正記
- 制作担当：丹羽邦夫
- 制作主任：小西剛司
- 記録：藤島理恵
- 撮影：浜名彰
- 照明：藤川達也
- 録音：小西進
- VE：森川泰至
- 編集：河村信二
- ライン編集：浅沼美奈子
- 選曲：小堀博孝（メディアハウス）
- 音響効果：安藤友章（メディアハウス）
- MIX：小林祐二
- MA：市村聡雄
- 仕上担当：友部節子
- CG：鹿角剛司
- 美術：丸井一利
- 装飾：郷原慶太
- メイク：山崎邦夫
- 結髪：辻真子
- 床山：曽我恒夫
- 衣裳：中川紀代子
- 特機：佐藤哲治

### 番組協力
偉人最強決定戦（ドラゴンボールのパロディ）
- アニメ協力：東映アニメーション、集英社

熱血!平成教育学院のパロディ
- 制作協力：イースト
- 音響効果：橅木正志（スカイウォーカー）

ザ・ベストハウス123のパロディ
- 制作協力：C-block
- キャラクターデザイン：木村タカヒロ